# Парламентские выборы в Армении (2007)
Парламентские выборы в Армении 2007 года — выборы в Парламент Армении, прошедшие в 2007 году.
Был избран 131 депутат, из которых 41 избирались по мажоритарной системе, 90 — по партийным спискам.
По результатам выборов из 131 депутатского мандата Республиканская партия Армении получила 65 мест, Партия «Процветающая Армения» — 25 мест, «Дашнакцутюн» — 16 мест, Партия «Оринац Еркир» — 8 мест, Национально-либеральная партия «Наследие» — 7 мест, Партия «Дашинк» («Альянс») — 1 место (по мажоритарному округу), независимых — 10.

## Результаты
По данным ЦИК Армении пятипроцентный барьер преодолели:
- Республиканская партия Армении — 457 032 голоса (32,8 %).  41 мест по республиканскому округу, 23 место по одномандатным округам , всего 64 места.
- Партия «Процветающая Армения», — 204 443 голоса (14,7 %). -18 мест по республиканскому округу, 10 мест по одномандатным округам , всего 28 мест.
- АРФ «Дашнакцутюн», — 177 192 голоса (12,7 %). 16 мест по республиканскому округ, увсего 16 мест.
- Партия «Оринац Еркир» («Страна законности»),- 95 256 голосов (6,8 %).-8 мест по республиканскому округу, 1 место по одномандатному округу,всего 9 мест.
- Партия «Жарагутюн» («Наследие»),- 80 890 голосов (5,8 %). - 7мест по республиканскому округу -всего 7 мест.

Голоса избирателей между остальными партиями распределились следующим образом:
- Объединенная трудовая партия, — 59 307 голосов.
- Партия «Национальное единение», — 49 863 голоса.
- Партия «Новые времена», — 47 018 голосов.
- «Народная партия»,- 37 034 голоса.
- Партия «Дашинк», — 33 093 голоса.
- Народная партия Армении, — 23 629 голосов.
- Партия «Республика», — 22 609 голосов.
- Блок «Импичмент»,- 17 808 голосов.
- Коммунистическая партия Армении, — 8835 голосов.
- Национальная демократическая партия, — 8591 голос.
- Партия «Демократический путь»,- 8468 голосов.
- Партия «Национальное согласие», 4251 голос.
- Демократическая партия Армении, 3780 голосов.
- Партия «Христианско-народное возрождение», 3591 голос.
- Марксистская партия Армении, 2896 голосов.
- Объединенная либерально-национальная партия — 2748 голосов.
- Молодежная партия Армении, — 2302 голосов.
- Социал-демократическая партия «Гнчакян»,- 1033 голоса.

- 17 мест получили независимые депутаты

Общее количество избирательных участков — 1923. Общее число избирателей, внесенных в списки — 2 317 810 чел. В выборах приняли участие — 1 375 733 чел. или 59,4 процента от общего числа избирателей.

## Партийные фракции
По состоянию на 10 июня 2011 г. в парламенте действовали следующие фракции:
| Фракция                                                 | Голоса       |
| ------------------------------------------------------- | ------------ |
| Фракция «Республиканская партия Армении»                | 63 депутата  |
| Фракция «Процветающая Армения»                          | 26 депутатов |
| Фракция «Армянская революционная федерация Дашнакцутюн» | 16 депутатов |
| Фракция «Страна законности» (Оринац Еркир)              | 8 депутатов  |
| Фракция «Наследие»                                      | 7 депутатов  |
| Вне фракций и групп                                     | 11 депутатов |